# Kerečki jezik
Kerečki jezik (kerek; Керекский язык; ISO 639-3: krk), izumrli čukotsko-kamčatski jezik kojim su govorili Kereki, maleni narod s rta Navarin u Čukotskom autonomnom okrugu. Etnička populacija 1900.-te iznosila je 200-400; danas manje od 10.
Imao je dva dijalekta. Nekad je smatran dijalektom čukčijskog [ckt]. Asimilirani u Čukče.

## Vanjske poveznice
- Ethnologue (14th)
- Ethnologue (15th)